# Con O'Neill
Robert O'Neill (15 de agosto de 1966), más conocido como Con O'Neill, es un actor inglés. Comenzó su carrera en el Everyman Theatre y se destacó principalmente por sus actuaciones en musicales. Recibió elogios de la crítica y ganó un premio Laurence Olivier por interpretar a Michael "Mickey" Johnstone en el musical Hermanos de Sangre (en inglés, Blood Brothers). Posteriormente, fue nominado a los premios Tony y Drama Desk por el mismo papel. También ha aparecido en muchas películas y series de televisión.

## Primeros años
O'Neill nació el 15 de agosto de 1966 en Weston-super-Mare, Somerset.

## Carrera
O'Neill comenzó su carrera como actor en el Everyman Youth Theatre de Liverpool.
Recibió el Premio Laurence Olivier al Mejor Actor en un Musical en 1988 por su interpretación en Hermanos de Sangre, de Willy Russell, y fue nominado al Premio Tony al Mejor Actor en un Musical en 1993, también por Hermanos de Sangre.
En la década de 1980, tuvo un papel secundario en One Summer como Jackson. En 1990, protagonizó Dancin' Thru the Dark, la adaptación cinematográfica de Stags and Hens, de Willy Russell. En 1992, interpretó a Cougar Glass en el estreno mundial de The Fastest Clock in the Universe, de Philip Ridley. Apareció en Moving Story (1994), una comedia dramática para televisión, en el papel de Nick, miembro de un equipo de mudanzas. Interpretó al alguacil Ian LeFebre, una persona de movilidad reducida, en "The Mild Bunch", el octavo episodio de la segunda temporada de Pie in the Sky (1995). Tuvo un papel secundario en Cider with Rosie (1998). En 2003, interpretó a Mickey en The Illustrated Mum. En 2006, interpretó el papel de Aston en una gira de la producción de Harold Pinter The Caretaker llevada a cabo en teatros de Sheffield. En 1999, protagonizó The Last Seduction II.
En 2008, apareció en Criminal Justice, un drama televisivo de cinco capítulos emitido por la BBC, en el papel de Ralph Stone, un abogado. Interpretó el papel de Joe Meek en Telstar: The Joe Meek Story (tanto en la película de 2008 como en la obra de teatro de 2005). En 2011, interpretó el papel del estibador Eddie Carbone en la obra de Arthur Miller A View From the Bridge puesta en escena en el Royal Exchange Theatre de Mánchester del 18 de mayo al 25 de junio de 2011. Esta interpretación le valió el Premio del Teatro de Mánchester al Mejor Actor en 2011. En 2012, interpretó al Dr. Bob Massey en "Fearful Symmetry", tercer episodio de la sexta temporada de Lewis.
Interpretó a San Pablo en la miniserie La Biblia (2013). Ese mismo año también apareció en Life of Crime como el Detective Inspector Ferguson y en Midsomer Murders "Schooled in Murder" como Jim Caxton. Encarnó a Val Pearson en la sitcom Uncle (2014 a 2017). Interpretó a Cliff en Cucumber, una serie dramática para televisión que consta de ocho episodios. En 2015, protagonizó la puesta en escena del 35 aniversario de Educating Rita, de Willy Russell, en The Liverpool Playhouse. En la segunda y tercera temporada de Happy Valley, interpretó a Neil Ackroyd. En 2016, O'Neill hizo el papel de Joe Brierley en la segunda temporada de Ordinary Lies y apareció en dos episodios de Class, la serie spin-off de Doctor Who. En la miniserie de HBO Chernobyl (2019) interpretó al director de la central, Víktor Briujánov. En 2022 y 2023, apareció en la serie de HBO Our Flag Means Death como el pirata Izzy Hands.

## Filmografía

### Películas
| Año           | Título                      | Papel               | Notas                                               |
| ------------- | --------------------------- | ------------------- | --------------------------------------------------- |
| 1989          | Norbert Smith: A Life       | Davey Throb         |                                                     |
| 1990          | Dancin' Thru the Dark       | Peter McGeghan      |                                                     |
| 1990          | The Lilac Bus               | Tom                 | Adaptación del libro de Maeve Binchy, The Lilac Bus |
| 1995          | Scarborough Ahoy!           | Michael             | Cortometraje                                        |
| 1995          | Three Steps To Heaven       | Angel Farnham       |                                                     |
| 1998          | Bedrooms and Hallways       | Terry               |                                                     |
| 1999          | The Last Seduction II       | Troy Fenton         |                                                     |
| 2001          | Persephone's Playground     | Padre               | Cortometraje                                        |
| 2008          | Telstar: The Joe Meek Story | Joe Meek            |                                                     |
| 2022          | The Batman                  | Jefe Mackenzie Bock |                                                     |
| Por confirmar | The Way of the Wind         | Enoch               | Posproducción                                       |

### Televisión
| Año           | Título               | Papel                | Notas                                                       |
| ------------- | -------------------- | -------------------- | ----------------------------------------------------------- |
| 1989          | The Bill             | Ricky Denball        | Episodio: "The Mugging and the Gypsies"                     |
| 1995          | Pie in the Sky       | Alguacil Ian LeFebre | Episodio: "The Mild Bunch"                                  |
| 1997          | Heartbeat            | Rex                  | Episodio: “The Queen’s Message”                             |
| 1999          | Always and Everyone  | Kenny Fletcher       | Temporada 1                                                 |
| 2005          | Ultimate Force       | Lavelle              | Temporada 3 Episodio: "Weapon of Choice"                    |
| 2008          | Criminal Justice     | Ralph Stone          | Temporada 1                                                 |
| 2012          | Lewis                | Dr. Bob Massey       | Episodio: "Fearful Symmetry"                                |
| 2012          | Wallander            | Jan Petrus           | Episodio: "An Event in Autumn"                              |
| 2013          | Midsomer Murders     | Jim Caxton           | Episodio: "Schooled in Murder"                              |
| 2013          | Life of Crime        | Detective Ferguson   | 3 episodios                                                 |
| 2013          | The Bible            | Paul                 | 2 episodios                                                 |
| 2014–2017     | Uncle                | Val                  | 11 episodios                                                |
| 2015          | Cucumber             | Cliff                |                                                             |
| 2016          | Ordinary Lies        | Joe Brierley         | Temporada 2                                                 |
| 2016–2023     | Happy Valley         | Neil Ackroyd         | Temporada 2 y 3                                             |
| 2016          | The Tunnel           | Neil Grey            | 3 episodios                                                 |
| 2016          | Class                | Huw MacLean          | Episodios: "Co-Owner of a Lonely Heart" y "Brave-ish Heart" |
| 2017–2019     | Harlots              | Nathaniel Lennox     | Temporada 1                                                 |
| 2019          | Chernobyl            | Víktor Briujánov     | 3 episodios Miniserie para televisión                       |
| 2019          | Queens of Mystery    | Len Savage           | 2 episodios "Death by Vinyl"                                |
| 2019          | Wild Bill            | Ray Gilchrist        | Episodio 4                                                  |
| 2022–2023     | Our Flag Means Death | Izzy Hands           | Papel principal                                             |
| 2022          | Without Sin          | Roman McKeller       | 1 episodio                                                  |
| 2023          | Nolly                | Jack Barton          |                                                             |
| Por confirmar | SAS: Rogue Heroes    | General Montgomery   | Temporada 2                                                 |

### Videojuegos
| Año  | Título        | Papel             |
| ---- | ------------- | ----------------- |
| 2014 | Dark Souls II | Titchy Gren (voz) |
| 2022 | Elden Ring    | Mohg (voz)        |

### Galardones
| Año  | Premio          | Categoría       | Nominado(s)          | Resultado |
| ---- | --------------- | --------------- | -------------------- | --------- |
| 2022 | Premios Peabody | Entretenimiento | Our Flag Means Death | Nominado  |